# Monte (Sant'Ambrogio di Valpolicella)
Monte è una frazione appartenente al comune di Sant'Ambrogio di Valpolicella, in provincia di Verona.
Monte dista pochi chilometri da Sant'Ambrogio e si può raggiungere in poco tempo il lago di Garda e il resto della Valpolicella.

## Monumenti e luoghi di interesse
- Chiesa parrocchiale di San Nicolò. I primi documenti inerenti all'edificio risalgono al 1351, ma è possibile che la fondazione sia avvenuta precedentemente. Inizialmente cappella dipendente dalla pieve di San Giorgio di Valpolicella, passò successivamente sotto la giurisdizione di S. Zeno in Cavalo fino al 1735. Venne poi eretta in parrocchia autonoma. Venne consacrata nel 1836. Presenta uno stile neoclassico e romanico.
- Forte Mollinary (Forte di Monte), fortezza edificata sotto l'Impero austriaco tra il 1849 e il 1852. Nel 1866, in seguito all'annessione Italiana del Veneto passò sotto il controllo del Regno d'Italia. Attualmente si trova in rovina a causa di un'esplosione che provocò danni ingenti.